# Reddick (Illinois)
Reddick é uma vila localizada no estado americano de Illinois, no Condado de Kankakee e Condado de Livingston.

## Demografia
Segundo o censo americano de 2000, a sua população era de 219 habitantes.
Em 2006, foi estimada uma população de 217, um decréscimo de 2 (-0.9%).

## Geografia
De acordo com o United States Census Bureau tem uma área de
0,6 km², dos quais 0,6 km² cobertos por terra e 0,0 km² cobertos por água.

## Localidades na vizinhança
O diagrama seguinte representa as localidades num raio de 12 km ao redor de Reddick.